# Bharti Enterprises
La Bharti Enterprises è una multinazionale conglomerata indiana con sede a Nuova Delhi e con attività in 20 nazioni, fra Asia e Africa.
Venne fondata nel 1976 da Sunil Bharti Mittal, che ne è tuttora il proprietario, presidente e amministratore delegato. L'azienda è operativa in diversi settori, soprattutto telecomunicazioni, commercio, servizi finanziari e manifattura.
Le principali aziende controllate dalla Bharti Enterprises sono:
- Bharti Airtel, terzo operatore mondiale nella telefonia cellulare per numero di clienti;
- Bharti Infratel, che si occupa della rete di telefonia mobile
- Bharti Retail, attiva nel settore commerciale con vari formati, dai minimarket di vicinato agli ipermercati;
- Bharti TeleTech, società di telecomunicazioni per la realizzazione delle tradizionali linee telefoniche e per la distribuzione di prodotti IT;
- Bharti Realty, nel settore real estate